# Espectro ensanchado
El espectro ensanchado es una técnica de modulación empleada en telecomunicaciones para la transmisión de datos digitales y por radiofrecuencia. El fundamento básico es el «ensanchamiento» de la señal a transmitir a lo largo de una banda de frecuencias muy ancha; mucho más amplia, de hecho, que el ancho de banda mínimo requerido para transmitir la información que se quiere enviar. 
No se puede decir que las comunicaciones mediante espectro ensanchado son medios eficientes de utilización del ancho de banda; sin embargo, rinden al máximo cuando se los combina con sistemas existentes que hacen uso de la frecuencia. La señal de espectro ensanchado, una vez ensanchada, puede coexistir con señales en banda estrecha, ya que solo les aportan un pequeño incremento en el ruido. El receptor de espectro ensanchado, por su parte, no ve las señales de banda estrecha, ya que está escuchando un ancho de banda mucho más amplio gracias a una secuencia de código preestablecido.
La traducción del inglés spread spectrum se hace con distintos adjetivos según las fuentes; pueden emplearse indistintamente espectro ensanchado, expandido, desparramado, difuso o disperso para referirse en todos los casos al mismo concepto.
Podemos concluir diciendo que todos los sistemas de espectro ensanchado satisfacen dos criterios:
- El ancho de banda de la señal que se va a transmitir es mucho mayor que el ancho de banda de la señal original.
- El ancho de banda transmitido se determina mediante alguna función independiente del mensaje y conocida por el receptor.[5]

## Introducción
Los diseñadores de sistemas de comunicación se interesan a menudo en la eficiencia con la que los sistemas utilizan la energía y el ancho de banda de la señal. En muchos sistemas de comunicación estos son los asuntos más importantes. Sin embargo, en algunos casos existen situaciones en las que es necesario que el sistema resista a las interferencias externas, opere con baja densidad espectral de energía, proporcione capacidad de acceso múltiple sin control externo y un canal seguro e inaccesible para oyentes no autorizados. Por todo esto, a veces es necesario y conveniente sacrificar algo de la eficiencia del sistema. Las técnicas de modulación de espectro ensanchado permiten cumplir tales objetivos.
Los aspectos teóricos de la utilización del espectro ensanchado en un medio con fuertes interferencias se conocían desde hace ya cuarenta años. Lo que sí ha sido muy reciente es su implementación práctica. Inicialmente, las técnicas de espectro ensanchado se desarrollaron para propósitos militares y sus implementaciones eran extremadamente caras. Sólo los nuevos avances tecnológicos tales como el VLSI (very large-scale integration, es decir, el proceso de colocar miles, o cientos de miles de componentes electrónicos en un solo chip) y las técnicas de procesado de señal avanzadas hicieron posible desarrollar un equipamiento de espectro ensanchado menos caro para uso civil. Las aplicaciones de esta tecnología incluyen teléfonos móviles, transmisión de datos sin cable y comunicaciones por satélite.

## Trasfondo histórico
No cabe duda de que la tecnología basada en el espectro ensanchado evolucionó de las necesidades del ejército. Fue un resultado natural de la Segunda Guerra Mundial (1939-1945), donde la tecnología desempeñó un papel muy importante. Durante este periodo, las tácticas de interceptación de señales estaban a la orden del día, y los esfuerzos en la investigación y desarrollo se centraban en facilitar contramedidas de radares y balizas de navegación. Tanto el frente Aliado como las potencias del Eje experimentaron con sistemas simples de espectro ensanchado. 
No es de extrañar que la primera patente pública disponible de un sistema basado en espectro ensanchado sea de aquella época. Data del 11 de agosto de 1942, en plena guerra, por la actriz hollywoodiense Hedy Lamarr y el pianista George Antheil. 

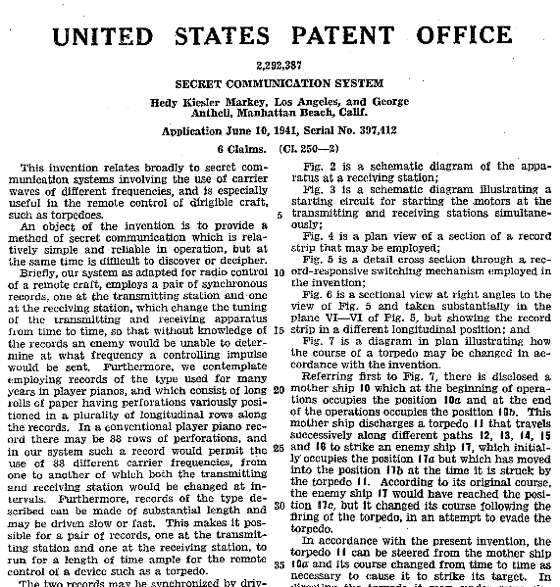
Copia parcial de la solicitud de patente estadounidense presentada por Hedy Lamarr y George Antheil sobre un "Secret Communication System "

Lamarr, que a través de su marido había conocido a Hitler y Mussolini, por lo que tenía mucha información acerca de algunos problemas en la transmisión de comunicaciones, ideó un sistema de guiado de misiles por medio de radiofrecuencias que permitiría destruir los submarinos alemanes. La idea ya existía y nunca funcionaba porque se podía interferir en la frecuencia e inutilizar el dispositivo. Pero a Lamarr se le ocurrió que la frecuencia se podía cambiar constantemente (como se hace al tocar un piano, que fue lo que la inspiró) y de esa forma se podía controlar un torpedo por radio sin que pudiera ser interferido. Es decir, cambiando constantemente la frecuencia del transmisor, a la misma vez que se cambia en el receptor, resultaría imposible interferir en el control del torpedo. A la actriz viena se le ocurrió el sistema que actualmente se conoce con el nombre de salto de frecuencia. Tras varios meses de trabajo y diseño del sistema, y con la ayuda del gobierno estadounidense, se le otorgó la patente (firmada con su nombre de casada, Hedy Kiesler Markey).
Sin embargo, se detectaron problemas en su mecanismo, que no era muy adecuado para usarse en un torpedo y la Marina declaró que el sistema era demasiado vulnerable, archivando así la idea, y haciendo que Lamarr abandonara el proyecto. 
En 1957, ingenieros de la empresa estadounidense Silvania Electronics Systems Division utilizaron transistores para desarrollar el sistema inventado por Lamarr y, en 1962, el concepto fue adoptado por el gobierno de los EE. UU. para las comunicaciones militares, tres años después de que la patente caducara. Hedy Lamarr nunca ganó dinero por su invento.
En la actualidad, muchos sistemas orientados a voz y datos, tanto civiles como militares, emplean sistemas de espectro ensanchado, y cada vez se encuentran más aplicaciones. Una prueba de ello es que entre 1995 y 1997 se patentaron más de 1200 ideas relacionadas con el espectro ensanchado.

## Explicación extendida: Espectro disperso
Spread Spectrum ('espectro disperso') es una técnica de comunicación que por los altos costes que acarrea, se aplicó casi exclusivamente para objetivos militares, hasta comienzos de los años noventa. Sin embargo, comienza a surgir lentamente un mercado comercial. Seguramente mucha gente ha escuchado alguna vez nombrar a LAN (Local Area Networks: Redes de Área Local). Estas son redes que comunican ordenadores entre sí a través de cables, lo que hace posible que por ordenador se pueda enviar correo dentro de un edificio determinado, por ejemplo. Actualmente se venden también 'Radio LAN' (RLAN), que constituyen una comunicación inalámbrica entre una cantidad determinada de ordenadores. 
Para poder captar un programa radial hay que sintonizar con un emisor que está en una determinada frecuencia. Emisores diferentes están en diferentes frecuencias. Cada emisor ocupa un pequeño trozo de la banda emisora dentro de la cual se concentra la potencia de emisión irradiada. Ese trocito, también llamado ancho de banda, tiene que ser lo suficientemente grande como para que los emisores cercanos no sean interferidos. A medida que el ancho de banda es más estrecho, pueden funcionar más emisores en una banda de frecuencia. 
Un ejemplo: 
la banda emisora FM cubre la zona de frecuencia de 88-108 MHz. Si el ancho de banda de un emisor es 1 MHz, entonces pueden caber (108-88)/1 = 20 emisores en la banda emisora FM. 
Si el ancho de banda de un emisor es 0,2 MHz (= 200 kHz), entonces pueden caber (108-88)/0,2 = 100 emisores en la banda emisora FM. 
Si ahora, por ejemplo, quisiéramos colocar 200 emisores en la banda emisora FM, eso sólo se podría si el ancho de banda de cada emisor disminuyera hasta 100 kHz. Sin embargo, esto ocasiona problemas porque las emisiones FM cuentan con un ancho de banda de 200 kHz, por lo que un menor ancho de banda produce una menor transmisión de información (la calidad obtenida en recepción disminuiría). Este principio no es sólo válido para la banda emisora FM, sino también para otras bandas de frecuencia como la banda emisora AM, bandas de radioaficionados, bandas de la policía, etc. 
La radio-receptora se puede sintonizar siempre en una frecuencia. Esa frecuencia es retransmitida por el emisor con un ancho de banda lo menor posible, pero lo suficientemente grande como para transmitir la información deseada. Este tipo de receptores se llama receptores de banda estrecha. 
Por el contrario, en espectro ensanchado no se elige por un ancho de banda lo más pequeño posible, sino justamente por lo contrario. El ancho de banda es mayor de lo que se necesita estrictamente para la transmisión de la información. Este mayor ancho de banda puede obtenerse de dos maneras. La primera es codificar la información con una señal pseudo-aleatoria(1). La información codificada se transmite en la frecuencia en que funciona el emisor para lo cual se utiliza un ancho de banda mucho mayor que la que se usa sin codificación (secuencia directa). La segunda posibilidad es codificar la frecuencia de trabajo con una señal pseudo-aleatoria, por lo que la frecuencia de trabajo cambia permanentemente. En cada frecuencia se envía un trocito de información (técnica conocida como salto en frecuencia).
Esta difusión a través del espectro ensanchado puede ser tan grande que un receptor-radio de banda estrecha sólo capta ruido añadido. Para poder captar la señal dispersa se necesita receptores con ancho de banda especial que transformen el zumbido recibido en información. Este receptor de banda ancha tiene que disponer del decodificador apropiado para transformar la señal del emisor en información. 
De lo anterior se puede deducir en forma sencilla porqué los militares están tan interesados en esta técnica. A eso se agrega que es difícil interferir un emisor de este tipo. Si se interfiere toda la banda de frecuencia, se vuelve imposible cualquier radiocomunicación! Determinados emisores de escuchas hacen uso también del principio Spread Spectrum. Las ondas de radio están sumergidas en el zumbido (ruido de fondo), en el Spread Spectrum, por lo cual el emisor no es fácil de descubrir con la ayuda de los aparatos de detección corrientes (véase además el artículo 'Escuchas de recintos'). 
La expectativa general es que comercialmente se vaya a ir haciendo cada vez más uso de Spread Spectrum para la transmisión de datos. A causa de que la potencia de emisión se difunde sobre una banda ancha, puede ser usada por encima de bandas de frecuencia existentes, sin interferir la recepción de banda estrecha. Por eso es posible admitir más usuarios en una banda de frecuencia. Otra ventaja es la seguridad de la comunicación. Al fin y al cabo, la información se envía cifrada. En un sistema RLAN con 100 usuarios que utilizan Spread Spectrum es suficiente con 1 frecuencia emisora y 100 señales-codificadoras diferentes. La información se codifica, entonces, directamente.
Notas
1) señal 'casi arbitraria'. Esto significa que la señal puede adquirir dentro de un determinado espacio de tiempo valores arbitrarios. Luego de ese período la señal se repite. El espacio de tiempo puede p.ej. ser 1 segundo pero también 4,5 días.
2) 'Tecnología Digital Análoga', octubre de 1992, pág. 24.

## Técnicas de ensanchado del espectro

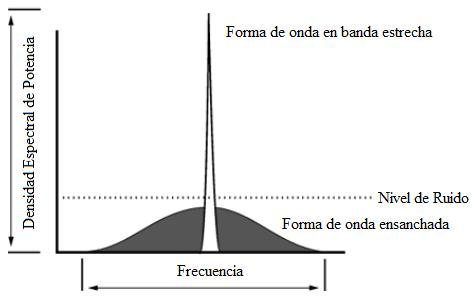
Comparación de una señal en banda estrecha con una señal modulada en secuencia directa. La señal en banda estrecha se suprime al transmitir el espectro ensanchado.

A continuación, se presentan cinco técnicas de espectro ensanchado:

### Sistemas de secuencia directa
La secuencia directa es quizás uno de los sistemas de espectro ensanchado más ampliamente conocido, utilizado y relativamente sencillo de implementar. Una portadora en banda estrecha se modula mediante una secuencia pseudoaleatoria (es decir, una señal periódica que parece ruido pero que no lo es). Para la secuencia directa, el incremento de ensanchado depende de la tasa de bits de la secuencia pseudoaleatoria por bit de información. En el receptor, la información se recupera al multiplicar la señal con una réplica generada localmente de la secuencia de código.

### Sistemas de salto de frecuencia
En los sistemas de salto de frecuencia, la frecuencia portadora del transmisor cambia (o salta) abruptamente de acuerdo con una secuencia pseudoaleatoria. El orden de las frecuencias seleccionadas por el transmisor viene dictado por la secuencia de código. El receptor rastrea estos cambios y produce una señal de frecuencia intermedia constante.

### Sistemas de salto temporal
Un sistema de salto temporal es un sistema de espectro ensanchado en el que el periodo y el ciclo de trabajo de una portadora se varían de forma pseudoaleatoria bajo el control de una secuencia pseudoaleatoria. El salto temporal se usa a menudo junto con el salto en frecuencia para formar un sistema híbrido de espectro ensanchado mediante acceso múltiple por división de tiempo (TDMA).

### Sistemas de frecuencia modulada pulsada oChirping
Se trata de una técnica de modulación en espectro ensanchado menos común que las anteriores, en la que se emplea un pulso que barre todas las frecuencias, llamado chirp, para expandir la señal espectral. El chirping, como también es conocido, solía usarse más en aplicaciones con radares que en la comunicación de datos, pero hace pocos años comenzó a usarse para esto último con las redes LoRa.

### Sistemas híbridos
Los sistemas híbridos usan una combinación de métodos de espectro ensanchado para beneficiarse de las propiedades más ventajosas de los sistemas utilizados. Dos combinaciones comunes son secuencia frecuencia. La ventaja de combinar estos dos métodos está en que adopta las características que no están disponibles en cada método por separado.

## Ventajas y desventajas
El espectro ensanchado tiene muchas propiedades únicas y diferentes que no se pueden encontrar en ninguna otra técnica de modulación. Para verlo mejor, se listan debajo algunas ventajas y desventajas que existen en los sistemas típicos de espectro ensanchado:

### Ventajas
- Resiste todo tipo de interferencias, tanto las no intencionadas como las malintencionadas (más conocidas con el nombre de jamming), siendo más efectivo con las de banda estrecha.
- Tiene la habilidad de eliminar o aliviar el efecto de las interferencias multitrayecto.
- Se puede compartir la misma banda de frecuencia con otros usuarios.
- Confidencialidad de la información transmitida gracias a los códigos pseudoaleatorios (multiplexación por división de código).

### Desventajas
- Ineficiencia del ancho de banda.
- La implementación de los circuitos es en algunos casos muy compleja.

## Propiedades
Hay varias propiedades únicas que surgen como resultado de las secuencias pseudoaleatorias y el gran ancho de banda de la señal que éstas generan. Dos de esas propiedades son el direccionamiento selectivo y la multiplexación por división de código. Al asignar una secuencia pseudoaleatoria dada a un receptor particular, la información se le debe direccionar de forma distinta con respecto a los otros receptores a los que se les ha asignado una secuencia diferente. Las secuencias también pueden escogerse para minimizar la interferencia entre grupos de receptores al elegir los que tengan una correlación cruzada baja. De esta forma, se puede transmitir a la misma vez más de una señal en la misma frecuencia. Como vemos, el direccionamiento selectivo y el acceso múltiple por división de código (CDMA) se implementan gracias a las secuencias pseudoaleatorias.
Otras dos de estas propiedades son la baja probabilidad de interceptación y el anti-jamming (la capacidad para evitar las interferencias intencionadas). Cuando a una señal se la expande sobre varios megahercios del espectro, su potencia espectral también se ensancha. Esto hace que la potencia transmitida también se ensanche sobre un extenso ancho de banda y dificulta la detección de forma normal (es decir, sin la utilización de ninguna secuencia pseudoaleatoria). Este hecho también implica una reducción de las interferencias. De esta forma, el espectro ensanchado puede sobrevivir en un medio adverso y coexistir con otros servicios en la misma banda de frecuencia. La propiedad anti-jamming es un resultado del gran ancho de banda usado para transmitir la señal.

Si recordamos el teorema de Shannon:
{\displaystyle C=W\cdot \log \left(1+{\frac {S}{N}}\right)}; donde:
C = capacidad de transmisión, en bits por segundo

W = ancho de banda

S = potencia de la señal

N = potencia del ruido

vemos que la capacidad del canal es proporcional a su ancho de banda y a la relación señal-ruido del canal.

De la ecuación anterior se deduce que al expandir el ancho de banda en varios megahercios hay más del ancho de banda suficiente para transportar la tasa de datos requerida, permitiendo contrarrestar los efectos del ruido.
A los sistemas de espectro ensanchado se les reconocen al menos cinco cualidades importantes en su funcionamiento, debidas a la naturaleza de su señal:
- Con una ganancia de procesado alta (el cociente entre el ancho de banda de la señal transmitida y el ancho de banda se la señal original) y señales portadoras impredecibles (generadas con las secuencias pseudoaleatorias) se puede conseguir una baja probabilidad de interceptación, siempre que la potencia de la señal se expanda uniformemente por todo el dominio de frecuencias.

- Las señales portadoras impredecibles aseguran una buena capacidad contra jamming. El jammer (aquella persona que se dedica a interferir en las señales) no puede usar observaciones de la señal para mejorar su funcionamiento en este caso, y debe confiar en técnicas que sean independientes de la señal que se quiere interceptar.

- Mediante la detección por correlación de señales de banda ancha se consigue una gran resolución temporal. Las diferencias en el tiempo de llegada de la señal de banda ancha son detectables. Esta propiedad puede usarse para eliminar el efecto multisenda e, igualmente, hacer ineficaces los repetidores de los jammers.

- Los pares transmisor-receptor que usan portadoras pseudoaleatorias independientes pueden operar en el mismo ancho de banda con una interferencia entre canales mínima. A estos sistemas se les llama de acceso múltiple por división de código (del inglés code division multiple access o CDMA).

- Se obtienen propiedades criptográficas al no poder distinguir la modulación de los datos de la modulación de la portadora. La modulación de la portadora es efectivamente aleatoria para un observador no deseado. En este caso, la modulación de la portadora en espectro ensanchado adquiere el papel de llave en un sistema de cifrado. Un sistema que usa datos indistinguibles y una modulación de portadora en espectro ensanchado forman un sistema confidencial.

## Recepción y sincronización de la señal
Las señales de espectro ensanchado se demodulan en dos pasos:
1. Se elimina la modulación en espectro ensanchado (para secuencia directa y salto de frecuencia)
2. La señal se demodula.

Al proceso de desensanchado de una señal se le conoce como correlación. Este proceso se consigue mediante la sincronización adecuada de la secuencia pseudoaleatoria ensanchadora entre el transmisor y receptor. La sincronización es el aspecto más difícil que tiene que resolver el receptor. Precisamente, se ha empleado más tiempo, investigación, esfuerzo y dinero en el desarrollo y mejora de las técnicas de sincronización que en cualquier otra área del espectro ensanchado. Para hacernos una idea de su complejidad, podemos decir que la sincronización se descompone en dos partes: primero se requiere una adquisición inicial de la señal y luego su rastreo posterior, dos tareas complicadas de implementar.
Hay varios métodos para resolver estos problemas; muchos de ellos requieren una gran cantidad de complementos discretos para poderse llevar a cabo. Pero esto se ha podido solucionar gracias a las técnicas de procesado de señales digitales (DSP) y a los circuitos integrados en aplicaciones específicas (ASIC). El DSP proporciona funciones matemáticas que pueden desmenuzar la señal en pequeñas partes, analizarla para su sincronización y descorrelacionarla a gran velocidad. En cuanto a los chips ASIC, se recurren a ellos para disminuir el coste de los sistemas, ya que se basan en la tecnología VLSI y se utilizan para crear bloques que se puedan implementar en cualquier tipo de aplicación que desee el diseñador.
Hay tres configuraciones básicas que se usan para la recuperación de la portadora en espectro ensanchado:
- Sistemas de referencia transmitida: permiten la detección transmitiendo dos versiones de la portadora, una modulada con datos y otra no modulada. Estas dos señales entran en un detector de correlación de donde se extrae el mensaje.

- Sistemas de referencia almacenada: tanto el receptor como el transmisor guardan una "copia" de la misma secuencia pseudoaleatoria. El generador de portadora en el receptor de ajusta automáticamente para sincronizar su salida con la portadora entrante. La detección entonces es similar a la de un sistema de referencia transmitida.

- También se pueden usar filtros acoplados para la recepción de señales en espectro ensanchado. Los sistemas de filtrado producen una respuesta al impulso pseudoaleatoria y de banda ancha. Un filtro con esta respuesta se usa en el receptor para recuperar la señal transmitida. Las características pseudoaleatorias de la respuesta al impulso aseguran la seguridad de la señal transmitida.